# آدیداس بو ژو

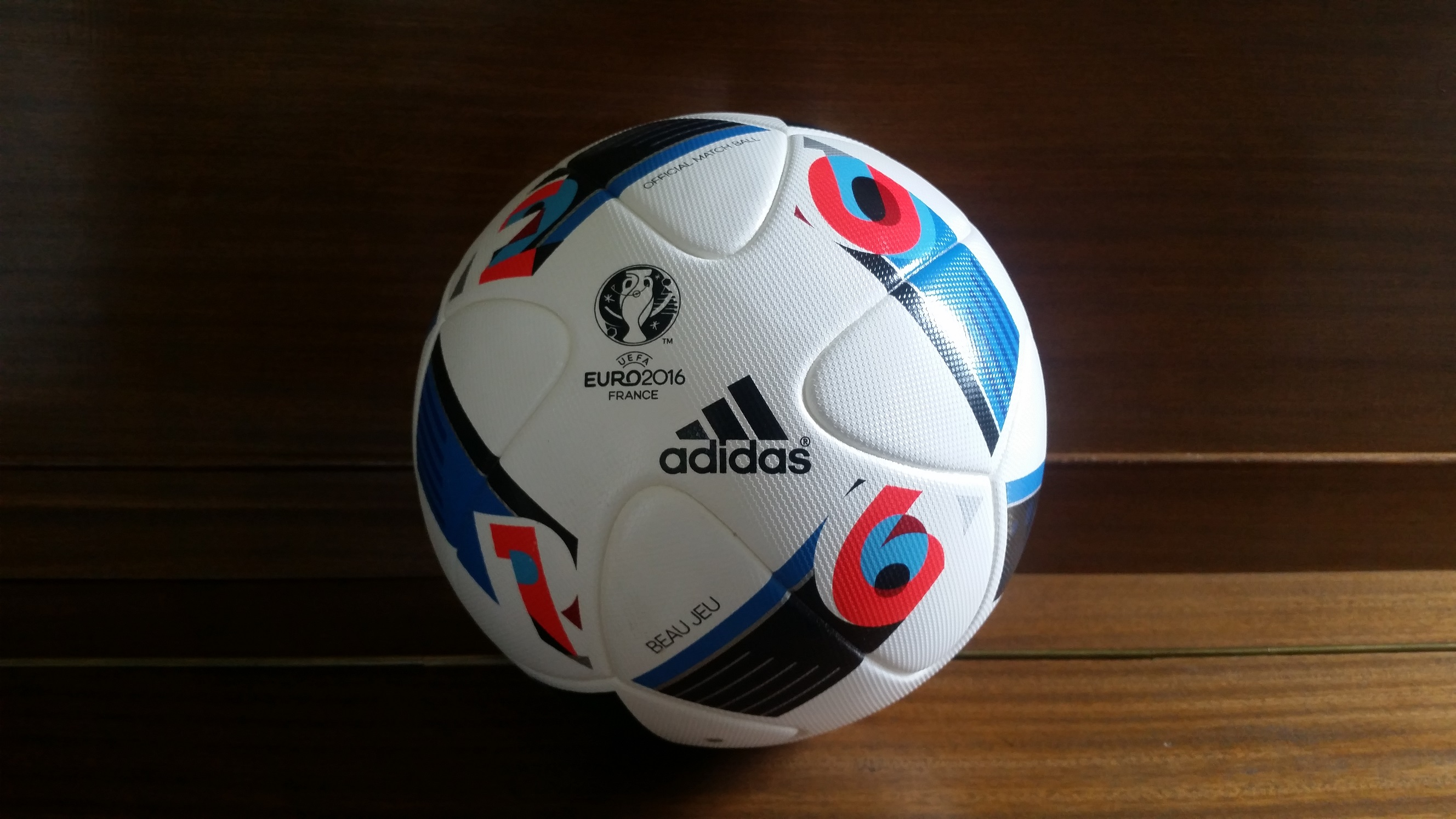
آدیداس بو ژو

آدیداس بو ژو (انگلیسی: Adidas Beau Jeu) توپ فوتبال رسمی جام ملت‌های اروپا ۲۰۱۶ است. این توپ که آدیداس تولیدکننده آن است «Beau Jeu ـ بازی زیبا» نام دارد و از پلاستیک خاصی ساخته شده که استحکام و قابلیت ارتجاعی توپ را تأمین می‌کند. این مادهٔ مصنوعی، در تهیهٔ لاستیک چرخ‌های دوچرخه هم بکار می‌رود.